# オモロン川
オモロン川（オモロンがわ、Omolon、ロシア語: Омолон、サハ語: Омолоон）は、ロシアのシベリア北東部を流れる川で、コリマ川の最大の支流である。
マガダン州のオホーツク海沿岸の山地から発し、主にマガダン州とサハ共和国を流れるが、最下流でチュクチ自治管区内に入りコリマ川に合流する。川の水は北極海の一部である東シベリア海へと流れる。最大支流はオロイ川（Oloy、Олой、長さ471km）。
流域はコリマ低地に入る最下流を除き、ほとんどは高い山地や丘陵地である。上流はタイガであり針葉樹が生育するが、下流の北極圏内では永久凍土とツンドラに覆われている。10月から6月初旬までは凍結する。
流域にはチュクチ人などの民族が住む。コリマ川上流同様、オモロン川流域にもスターリン時代には多数のグラグ（強制労働収容所）が建設され、多数の人々が命を落とした。